# 光成英一朗
光成 英一朗（みつなり えいいちろう、1970年10月25日 - ）は、日本の実業家。広島県福山市出身、東北学院大学卒業。

## 来歴・人物
大阪PL学園から東北学院大学へ進学して剣道をたしなむ。大学に在学中の19歳からホストクラブやネット関連企業にたずさわり、旧商工ファンドで最年少の役員に就いたのち、独立。ゲームソフト販売会社など企業3社の代表取締役会長を歴任、上場させる。2011年上場企業のネステージにおいて、かんぽの宿事件に巻き込まれ、日本初、証券市場初の認識論裁判となる。
現在はドバイ、アジア、日本でM&Aや成長企業に積極的投資をして30数社の企業オーナーに至る。柔道オリンピック２連覇を果たした内柴正人氏の身元保証人になり、保釈後支援をしている。